# Club Internacional de Fútbol Miami
Ne pas confondre avec le FC Miami City, le Miami United FC et le Miami FC.
Maillots
Actualités
Dernière mise à jour : 1 juin 2025.
Le Club Internacional de Fútbol Miami, abrégé en Inter Miami CF, est un club américain de football (soccer) basé à Miami, en Floride et évoluant dans la Major League Soccer (MLS).
L'Inter Miami joue ses matchs à domicile au Chase Stadium de Fort Lauderdale. Il doit déménager à partir de la saison 2026 dans son nouveau stade du Miami Freedom Park.
Fondé le 28 janvier 2018, le club a obtenu une place en MLS pour la saison 2020. Le 19 août 2023, le club remporte le tout premier trophée de son histoire, la Leagues Cup 2023 contre le Nashville Soccer Club sur le score de 1-1 (victoire aux tirs au but 10 à 9).

## Histoire

### Genèse du club (2012-2020)
En novembre 2012, le commissaire de la MLS, Don Garber, confirme le regain d'intérêt de la ligue pour l'implantation d'une franchise d'expansion à Miami après que le Fusion de Miami se soit retiré après la saison 2001 et qu'une offre d'expansion dirigée par Marcelo Claure (en) et le FC Barcelone ait échoué en 2009.
Dans son discours sur l'état de la ligue en décembre 2013, Don Garber identifie David Beckham et Simon Fuller en tant que propriétaires potentiels à Miami. Le 17 décembre de la même année, les commissaires du comté de Miami-Dade votent à l'unanimité pour permettre au maire de négocier avec le groupe dirigé par David Beckham sur un nouveau stade au centre-ville de Miami.
Le 29 janvier 2018, quatre ans après l'annonce initiale de la création d'une nouvelle équipe, le groupe Miami Beckham United se voit attribuer la vingt-cinquième franchise MLS et sera lancé à la saison 2020.
Paul McDonough est embauché à titre de directeur sportif à compter du 4 août 2018. La propriété de l'équipe est désormais exploitée par le Miami Freedom Park LLC. Le Club Internacional de Fútbol Miami, ou Inter Miami CF, est annoncé comme nom du club le 5 septembre 2018. En avril 2019, le club italien de l'Inter Milan revendique le droit de marque du préfixe « Inter »,.

### Saison inaugurale en 2020 et débuts timides (2020-2023)
Le 30 décembre 2019, en préparation pour sa saison inaugurale, l'Inter Miami présente l'uruguayen Diego Alonso comme son premier entraîneur.
Les deux premiers joueurs de l'histoire du club sont recrutés tôt dans l'année 2019 avec l'arrivée en provenance d'Argentine de Julián Carranza, et de Matías Pellegrini, et sont directement prêté à leurs anciens clubs jusqu'en janvier 2020.
En novembre 2019, l'Inter Miami profite du repêchage d'expansion pour s'attirer les services de plusieurs joueurs expérimentés en MLS comme Alvas Powell ou Lee Nguyen.

### Nouvelle ère (depuis 2023)
Si les débuts en MLS de l'Inter Miami sont jugés décevant et que le club ne remporte aucun trophée, le club bascule dans une nouvelle ère en 2023. En effet, après le licenciement de Phil Neville le 1er juin 2023, Javier Morales est nommé entraîneur par intérim de l'équipe première de l'Inter Miami,.
Quelques jours plus tard, le 7 juin 2023, le septuple Ballon d'or et récent vainqueur de la dernière Coupe du monde, Lionel Messi annonce son intention de continuer sa carrière sportive à l'Inter Miami,,,. Cependant, ce dernier ne devrait pas jouer avec l'Inter Miami avant fin juillet à cause de la complexité du transfert et du calendrier. De son côté, la Major League Soccer est « heureuse que Lionel Messi ait déclaré son intention de rejoindre l'Inter Miami et la Major League Soccer cet été. Bien qu'il reste à finaliser un accord formel, nous sommes impatients d'accueillir l'un des plus grands joueurs de football de tous les temps au sein de notre ligue ».
Le 28 juin 2023, Gerardo Martino est nommé entraîneur principal de l'équipe première,,,. L'Inter Miami enregistre par la suite les arrivées successives de trois anciens joueurs du FC Barcelone, dont Lionel Messi ainsi que Sergio Busquets et Jordi Alba,,. Quelques mois plus tard, en fin de contrat du côté de Grêmio, Luis Suárez - également passé par le Barça - rejoint l'équipe.

#### Victoire en Leagues Cup 2023: premier trophée historique
En phase de groupes de la Leagues Cup 2023, l'Inter Miami termine à la première place de son groupe avec deux victoires contre Cruz Azul et l'Atlanta United FC,.
Lors de la phase finale, le club élimine successivement Orlando City (3-1), le FC Dallas (4-4, 5-3 aux t.a.b.), le Charlotte FC (4-0), puis le Union de Philadelphie (4-1). Le 19 août 2023, le club remporte le tout premier trophée de son histoire, la Leagues Cup 2023, face au Nashville SC,.

#### MLS 2024 et les playoffs de la Coupe MLS
Le 3 octobre 2024, l'Inter Miami a remporté son premier Supporters' Shield après un doublé de Messi et un coup de tête de Suárez contre Columbus Crew,. Le dernier jour de la saison, Miami a défait New England Revolution 6-2, terminant la saison avec 74 points, un record en MLS, et s'assurant une place pour la Coupe du Monde des Clubs de la FIFA 2025,.
Le 10 novembre 2024, l'Inter Miami a été éliminé au premier tour des playoffs de la Coupe MLS, perdant 3-2 contre Atlanta United, dans l'une des plus grandes surprises de l'histoire de la MLS.

## Palmarès et résultats

### Palmarès
| Compétitions nationales                                                               | Compétitions internationales              |
| - Supporters’ Shield (1) - Vainqueur : 2024 - Coupe des États-Unis - Finaliste : 2023 | - Coupe des Ligues (1) - Vainqueur : 2023 |

### Bilan par saison
| Saison | Saison régulière | Saison régulière | Saison régulière | Saison régulière | Saison régulière | Saison régulière | Saison régulière | Position | Position | Coupe MLS    | US Open Cup         | Ligue des champions | League cup          | Affl. moy. séries éliminat. |
| Saison | M                | V                | N                | D                | BP               | BC               | Pts              | Conf.    | Ligue    | Coupe MLS    | US Open Cup         | Ligue des champions |                     | Affl. moy. séries éliminat. |
| ------ | ---------------- | ---------------- | ---------------- | ---------------- | ---------------- | ---------------- | ---------------- | -------- | -------- | ------------ | ------------------- | ------------------- | ------------------- | --------------------------- |
| 2020   | 23               | 7                | 3                | 13               | 25               | 35               | 24               | 10e/14   | 19e/26   | Barrages     | Annulée             | Non qualifié        |                     | N/A                         |
| 2021   | 34               | 12               | 5                | 17               | 36               | 53               | 41               | 11e/14   | 20e/27   | Non qualifié | Non tenue           | Non qualifié        |                     | N/Q                         |
| 2022   | 34               | 14               | 6                | 14               | 47               | 56               | 48               | 6e/14    | 12e/28   | Premier tour | Huitièmes de finale | Non qualifié        |                     | N/A                         |
| 2023   | 34               | 9                | 7                | 18               | 41               | 54               | 34               | 14e/15   | 27e/29   | Non qualifié | Finale              | Non qualifié        | Vainqueur           |                             |
| 2024   | 34               | 22               | 8                | 4                | 79               | 49               | 74               | 1er/15   | 1er/29   | Premier tour | N'a pas participé   | Quarts de finale    | Huitièmes de finale |                             |
| 2025   |                  |                  |                  |                  |                  |                  |                  |          |          |              | N'a pas participé   | Demi-finale         |                     |                             |

#### Meilleurs buteurs par saison
| Saison  | Meilleurs buteurs (MLS) | Meilleurs buteurs (MLS) |
| Saison  | Joueurs                 | Buts                    |
| ------- | ----------------------- | ----------------------- |
| 2019/20 | Lewis Morgan            | 5                       |
| 2020/21 | Gonzalo Higuaín         | 12                      |
| 2021/22 | Gonzalo Higuaín         | 16                      |
| 2022/23 | Leonardo Campana        | 9                       |
| 2023/24 | Lionel Messi            | 20                      |
| 2023/24 | Luis Suarez             | 20                      |
| 2024/25 | Lionel Messi            | 19                      |

## Identité du club

### Couleurs et blason
Le 5 septembre 2018, le groupe Miami Beckham United dévoile les couleurs de l'équipe. Le blason est conçu dans un style et des couleurs rappelant la tradition Art déco de la ville, affichant deux grands hérons blancs avec jambes imbriquées formant une lettre M. Entre les hérons se trouve une éclipse avec le soleil comptant sept rayons en hommage au numéro que David Beckham portait souvent en tant que joueur professionnel. Le blason affiche le nom de l'équipe qui entoure le tout avec les chiffres romains MMXX  représentant l'année 2020, la saison inaugurale de jeu prévue. Après l'annonce du logo, l'identité des oiseaux ont l'objet d'un débat en spéculant des flamants roses ou des aigrettes.

Logo actuel du club.
Version alternative du logo.

### Maillots
Domicile
| 2020–2021 | 2022–2023 | 2024– |

Extérieur
| 2020 | 2021–2022 | 2023– |

### Supporters
La Familia est l'ensemble des groupes de supporters officiels de l'Inter Miami CF. The Siege, Vice City 1896 et Southern Legion sont les trois groupes officiels de supporters.

### Rivalités
L'équipe dispute deux fois par saison le derby floridien face au Orlando City SC. Il y a une autre rivalité entre Miami FC de l'USL Championship.

## Structures du club

### Stades
En janvier 2019, l'Inter Miami annonce son intention d'utiliser le site du Lockhart Stadium pour faire un centre d’entraînement ultramoderne, un nouveau stade, des terrains annexes pour l’académie de soccer. Le développement comprendra également la reconstruction du stade qui aura une capacité de 18 000. Le nouveau stade sera orienté en nord-sud pour une configuration importante dans le soccer en particulier pendant les rencontres durant la soirée. Le stade sera le siège principal de la franchise qui abritera aussi l'équipe réserve le Fort Lauderdale CF, ainsi que l'Inter Miami pour les deux premières saisons tant que le Miami Freedom Park est en cours de construction.
Depuis mars 2020, l'Inter Miami joue à Fort Lauderdale jusqu'à ce que leur nouveau stade, connu sous le nom de Miami Freedom Park soit construit avant le début de la saison 2022. Le stade aura une capacité de 25 000 places qui sera située au Freedom Park, sur le site actuel du Melreese Country Club appartenant à la ville près de l'aéroport international de Miami. L'approbation de la construction du stade dépendait du résultat d'un référendum public tenu le 6 novembre 2018. À la suite du référendum, 60 % des électeurs ont approuvé la mesure visant à convertir le terrain de golf appartenant à la ville près de l'aéroport international en nouveau stade de l'Inter Miami CF, le Miami Freedom Park.
La décision fut prise à la suite d'une longue exploration d’options. Certains emplacements qui avaient été précédemment pris en compte comprenaient : Dodge Island vers le port de Miami (2013),,, le Downtown Miami sur le front de la mer à Museum Park (2014),, un site adjacent au LoanDepot Park (2015) et un site privé dans le quartier d'Overtown (2015-2016),,,.

### Centre d'entraînement
En janvier 2019, la franchise annonce son intention d’utiliser le Lockhart Stadium, situé à Fort Lauderdale, pour s’en servir comme centre d'entraînement pour l’équipe première, l’académie de soccer et l’équipe réserve.
Le nouveau centre d'entraînement comprendra plus de trente hectares d'herbe et d'espaces verts qui comprendront un parc, des terrains de soccer pour les jeunes et également un centre communautaire. Le centre sera utilisé par toutes les équipes de l'Inter Miami en allant de leurs équipes de l'académie et de la réserve jusqu’à l'équipe première qui évolue en MLS.

## Personnalités du club

### Propriétaires
Le groupe Miami Freedom Park LLC est dirigé par David Beckham. Le groupe d'investisseurs comprend aussi, Marcelo Claure, Masayoshi Son et Jorge & Jose Mas. Lorsque David Beckham rejoint le Galaxy de Los Angeles en 2007, il négocie une option sur son contrat pour lui garantir une future franchise d'expansion de la MLS avec des frais de franchise réduits. En 2023, les propriétaires du club sont David Beckham (copropriétaire), Jorge Mas (directeur général et propriétaire gérant) et Jose Mas (copropriétaire).

### Entraîneurs
Le tableau suivant présente la liste des entraîneurs du club depuis 2020.
| Rang | Entraîneur               | Nationalité | Début            | Fin              | Matchs | Victoires | Nuls | Défaites | % victoires | Palmarès                                         |
| ---- | ------------------------ | ----------- | ---------------- | ---------------- | ------ | --------- | ---- | -------- | ----------- | ------------------------------------------------ |
| 1    | Diego Alonso             | Uruguay     | 30 décembre 2019 | 7 janvier 2021   | 24     | 7         | 3    | 14       | 29,16 %     | -                                                |
| 2    | Phil Neville             | Angleterre  | 18 janvier 2021  | 1er juin 2023    | 90     | 35        | 13   | 42       | 38,88 %     | -                                                |
| 3    | Javier Morales (intérim) | Argentine   | 1er juin 2023    | 28 juin 2023     | 4      | 1         | 0    | 3        | 25 %        | -                                                |
| 4    | Gerardo Martino          | Argentine   | 28 juin 2023     | 22 novembre 2024 | 67     | 38        | 13   | 16       | 56,71 %     | 1x Leagues Cup(2023) 1x Supporters' Shield(2024) |
| 5    | Javier Mascherano        | Argentine   | 26 novembre 2024 | -                | 38     | 22        | 7    | 9        | 57,89 %     | -                                                |

### Effectif actuel (2025)
Le tableau suivant liste les joueurs en prêt pour la saison 2025.
| \| N° \| P. \| Nat. \| Nom \| Date de naissance \| Sélection \| Club en prêt \| \| -- \| -- \| ---- \| --- \| ----------------- \| --------- \| ------------ \| |    |      |     |                   |           |              |
| N° | P. | Nat. | Nom | Date de naissance | Sélection | Club en prêt |

| N° | P. | Nat. | Nom | Date de naissance | Sélection | Club en prêt |
| -- | -- | ---- | --- | ----------------- | --------- | ------------ |

### Staff technique actuel (2025)
Au 25 février 2024,,
| Nom                    | Poste                                       | Nationalité |
| ---------------------- | ------------------------------------------- | ----------- |
| Javier Mascherano      | Entraîneur principal                        | Argentine   |
| Jorge Theiler          | Entraîneur adjoint                          | Argentine   |
| Javier Morales         | Entraîneur adjoint                          | Argentine   |
| Gerardo Andrés Martino | Entraîneur adjoint                          | Argentine   |
| Sebastián Saja         | Entraîneur des gardiens                     | Argentine   |
| Rodolfo Paladini       | Entraîneur en chef de la condition physique | Argentine   |
| Manuel Alfaro          | Entraîneur adjoint de la condition physique | Argentine   |
| Damian Silvero         | Analyste vidéo                              | Argentine   |
| Garrison Draper        | Directeur de la performance                 | États-Unis  |
| Chris Henderson        | Directeur sportif                           | États-Unis  |
| Niki Budalić           | Directeur des opérations soccer             | Canada      |
| Sam Gregory            | Analyste en chef                            | Canada      |
| Xavier Asensi          | Directeur général des affaires              | Espagne     |
| Kieran Gibbs           | Directeur médias                            | Angleterre  |

### Joueurs emblématiques
Au 8 février 2024
| Joueur            | Club précédent          | Années en tant que JD |
| ----------------- | ----------------------- | --------------------- |
| Matías Pellegrini | Estudiantes LP          | 2020                  |
| Rodolfo Pizarro   | CF Monterrey            | 2020–2023             |
| Gonzalo Higuaín   | Juventus FC             | 2020–2022             |
| Blaise Matuidi    | Juventus FC             | 2021                  |
| Gregore           | EC Bahia                | 2021–2023             |
| Alejandro Pozuelo | Toronto FC              | 2022                  |
| Leonardo Campana  | Wolverhampton Wanderers | 2023–2024             |
| Lionel Messi      | Paris Saint-Germain     | 2023–                 |
| Sergio Busquets   | FC Barcelone            | 2023–                 |

## Autres équipes

Logo du Fort Lauderdale CF.

### Équipe réserve
Le 9 octobre 2019, la franchise de Miami annonce leur intention de créer une équipe réserve évoluant dans la USL League One (troisième division).
Depuis la saison 2020, le Fort Lauderdale CF est l'équipe réserve. Le Fort Lauderdale CF, évoluant dans la USL League One.
L'équipe dispute ses rencontres au Drive Pink Stadium, situé à Fort Lauderdale. Le 27 mars 2020, l'équipe devait ouvrir sa saison inaugurale contre Union Omaha au Drive Pink Stadium, mais le match est annulé à cause de la pandémie de Covid-19 aux États-Unis.

#### Bilan par saison
| Année | Niv. | Ligue        | Saison régulière | Saison régulière | Saison régulière | Saison régulière | Saison régulière | Saison régulière | Saison régulière | Position | Position | Séries             | Meilleurs buteurs | Meilleurs buteurs |
| Année | Niv. | Ligue        | M                | V                | N                | D                | BP               | BC               | Pts              | Conf.    | Ligue    | Séries             | Joueurs           | Buts              |
| ----- | ---- | ------------ | ---------------- | ---------------- | ---------------- | ---------------- | ---------------- | ---------------- | ---------------- | -------- | -------- | ------------------ | ----------------- | ----------------- |
| 2020  | 3    | League One   | 16               | 4                | 3                | 9                | 19               | 28               | 15               | -        | 10e/11   | Non qualifié       | Lopez-Espin       | 7                 |
| 2021  | 3    | League One   | 28               | 8                | 7                | 13               | 40               | 49               | 31               | -        | 10e/12   | Non qualifié       | Hundal            | 11                |
| 2022  | 3    | MLS Next Pro | 9                | 3                | 1                | 5                | 10               | 23               | 10               | 6e/10    | 11e/21   | -                  | Rodríguez         | 3                 |
| 2023  | 3    | MLS Next Pro | 28               | 6                | 0                | 22               | 34               | 68               | 22               | 13e/13   | 27e/27   | Non qualifié       | Sunderland        | 5                 |
| 2024  | 3    | MLS Next Pro | 28               | 14               | 0                | 14               | 53               | 45               | 48               | 3e/15    | 6e/29    | 1/4 de f. de conf. | Carmichael        | 9                 |

### Sections jeunes
La franchise de Miami possède un programme d'entraînement et du développement des joueurs jeunes jusqu'aux moins de dix-neuf ans.
Les équipes des moins de douze jusqu'aux moins de dix-neuf ans, évoluent dans les ligues de la U.S. Soccer Development Academy (USSDA) depuis la saison 2019.
Ces équipes disputent leurs rencontres sur les terrains annexes du Drive Pink Stadium.